# Eletica ornatipennis
Eletica ornatipennis là một loài bọ cánh cứng trong họ Meloidae. Loài này được Lucida miêu tả khoa học năm 1887.